# Catacroptera intermedia
Catacroptera intermedia är en fjärilsart som beskrevs av Rothschild 1918. Catacroptera intermedia ingår i släktet Catacroptera och familjen praktfjärilar. Inga underarter finns listade i Catalogue of Life.